# Lithocarpus echinifer
Lithocarpus echinifer är en bokväxtart som först beskrevs av Elmer Drew Merrill, och fick sitt nu gällande namn av Aimée Antoinette Camus. Lithocarpus echinifer ingår i släktet Lithocarpus och familjen bokväxter. Inga underarter finns listade.